# Yeleishka Vázquez
Yeleishka Vázquez (21 ottobre 1995) è una pallavolista portoricana, palleggiatrice delle Atenienses de Manatí.

## Carriera

### Club
La carriera di Yeleishka Vázquez inizia nei tornei giovanili portoricani con la formazione del Volisur. Nel 2013 inizia a giocare a livello universitario, entrando a far parte della squadra di pallavolo femminile della Turabo, dove gioca per quattro anni nella Liga Atlética Interuniversitaria; parallelamente fa il suo esordio da professionista nella Liga de Voleibol Superior Femenino nella stagione 2015, ingaggiata dalle Lancheras de Cataño, che lascia nella stagione seguente per approdare alle Leonas de Ponce, dove milita per un biennio.
Fa ritorno in campo nella Liga de Voleibol Superior Femenino 2019, difendendo i colori delle Valencianas de Juncos: dopo un triennio con la franchigia di Juncos, per la Liga de Voleibol Superior Femenino 2022 approda alle Atenienses de Manatí.